# Tulipa wendelboi
Tulipa wendelboi (лат.) — вид однодольных растений рода Тюльпан (Tulipa) семейства Лилейные (Liliaceae). Впервые описан иранскими ботаниками Фариде Матин и Мусой Ираншахром в 1998 году.
В современных источниках считается синонимом Tulipa ulophylla Wendelbo.

## Классификация, распространение
В описании таксона, опубликованном в 1998 году, Tulipa wendelboi рассматривался как отдельный вид рода Tulipa, предположительно близкий виду Tulipa ulophylla Wendelbo. В ряде публикаций 2013 года T. wendelboi уже классифицировался как синоним T. ulophylla.
Был описан как эндемик Ирана. Типовой экземпляр собран в провинции Мазендеран.